# Hamlet García Almaguer
Hamlet García Almaguer (Tlaquepaque, Jalisco, 15 de enero de 1987) es un político mexicano, miembro del partido Movimiento Regeneración Nacional (Morena). Fue diputado federal para el periodo de 2021 a 2024.

## Biografía
Es licenciado en Derecho egresado del Instituto de Estudios Superiores del Colegio Maestro Isaac Ochoterena, tiene una maestría en Derecho Procesal Constitucional por la Universidad Panamericana y estudios de posgrado en Derechos Humanos por la Universidad de Castilla-La Mancha.
Laboro en el Senado de la República y de 2012 a 2013 fue subdirector jurídico de la delegación Cuajimalpa de Morelos, siendo jefe delegacional Adrián Rubalcava Suárez. En 2018 fue candidato de Morena a diputado federal, no logrando el triunfo.
Fue elegido diputado federal por la vía de representación proporcional a la LXV Legislatura que ejercerá de 2021 a 2024; en ella se ha desempeñado como secretario de la comisión de Justicia; y de la comisión de Reforma Político-Electoral; así como integrante de las comisiones de Gobernación y Población; Jurisdiccional; Puntos Constitucionales; y Juventud.
En adición, desde 2021 es consejero suplente de Morena ante el Instituto Nacional Electoral.